# Lori-Ann Muenzer
Lori-Ann Muenzer (nascida em 21 de maio de 1966) é uma ex-ciclista canadense que competia em provas de pista.
Em Atenas 2004 ela foi a vencedora e recebeu a medalha de ouro na prova de velocidade. Ainda nestes Jogos, ela terminou em sétimo nos 500 m contrarrelógio.
Também representou o Canadá nos Jogos da XXVII Olimpíada, realizados na cidade de Sydney, na Austrália em 2000, onde terminou em décimo terceiro lugar nos 500 m contrarrelógio.